# تاکشی توکوتمی
تاکشی توکوتمی (انگلیسی: Takeshi Tokutomi؛ زادهٔ ۱۳ نوامبر ۱۹۴۱) بازیکن والیبال اهل ژاپن است.